# トリニダード・トバゴの行政区画
本項では、トリニダード・トバゴの行政区画（トリニダード・トバゴのぎょうせいくかく）について述べる。
トリニダード・トバゴには、トリニダード島内に7つの地域自治体（Regional Corporation）、5つの行政区（Borough Corporation）、および2つの市（City Corporation）がある。さらにトバゴ島には、自治権を持つトバゴ議会（Tobago House of Assembly）が設けられている。

## 一覧
| 名称                                   | 英語                                         | 行政府所在地       | 人口(2011年) | 面積(km2) | 人口密度 |
| -------------------------------------- | -------------------------------------------- | ------------------ | ------------ | --------- | -------- |
| クーバ＝タバキテ＝タルパロ地域自治体   | Couva-Tabaquite-Talparo Regional Corporation | クーバ             | 178,410      | 719.64    | 247      |
| ペナル＝デベ地域自治体                 | Penal-Debe Regional Corporation              | ペナル             | 89,392       | 246.91    | 362      |
| プリンセス・タウン地域自治体           | Princes Town Regional Corporation            | プリンセス・タウン | 102,375      | 621.35    | 164      |
| マヤロ＝リオ・クラロ地域自治体         | Rio Claro-Mayaro Regional Corporation        | リオ・クラロ       | 35,650       | 852.81    | 41       |
| サン・フアン＝ラヴェンティル地域自治体 | San Juan-Laventille Regional Corporation     | ラヴェンティル     | 157,258      | 220.39    | 713      |
| サングレ・グランデ地域自治体           | Sangre Grande Regional Corporation           | サングレ・グランデ | 75,766       | 898.94    | 84       |
| トゥナプナ＝ピアコ地域自治体           | Tunapuna-Piarco Regional Corporation         | トゥナプナ         | 215,119      | 527.23    | 408      |
| アリマ行政区                           | Arima Borough Corporation                    | -                  | 33,606       | 11.15     | 3,013    |
| チャグアナス行政区                     | Chaguanas Borough Corporation                | -                  | 83,516       | 59.65     | 1,400    |
| ディエゴ・マーティン行政区             | Diego Martin Borough Corporation             | プチバレー         | 102,957      | 127.53    | 807      |
| ポイント・フォーティン行政区           | Point Fortin Borough Corporation             | -                  | 20,235       | 23.88     | 847      |
| シパリア行政区                         | Siparia Borough Corporation                  | シパリア           | 86,949       | 510.48    | 170      |
| ポート・オブ・スペイン市               | Port of Spain City Corporation               | -                  | 37,074       | 13.45     | 2,756    |
| サン・フェルナンド市                   | San Fernando City Corporation                | -                  | 48,838       | 18.64     | 2,620    |
| トバゴ島                               | Tobago Island                                | スカボロー         | 60,874       | 300       | 202      |

- トバゴ島は、1987年に自治権を与えられた。

## 歴史

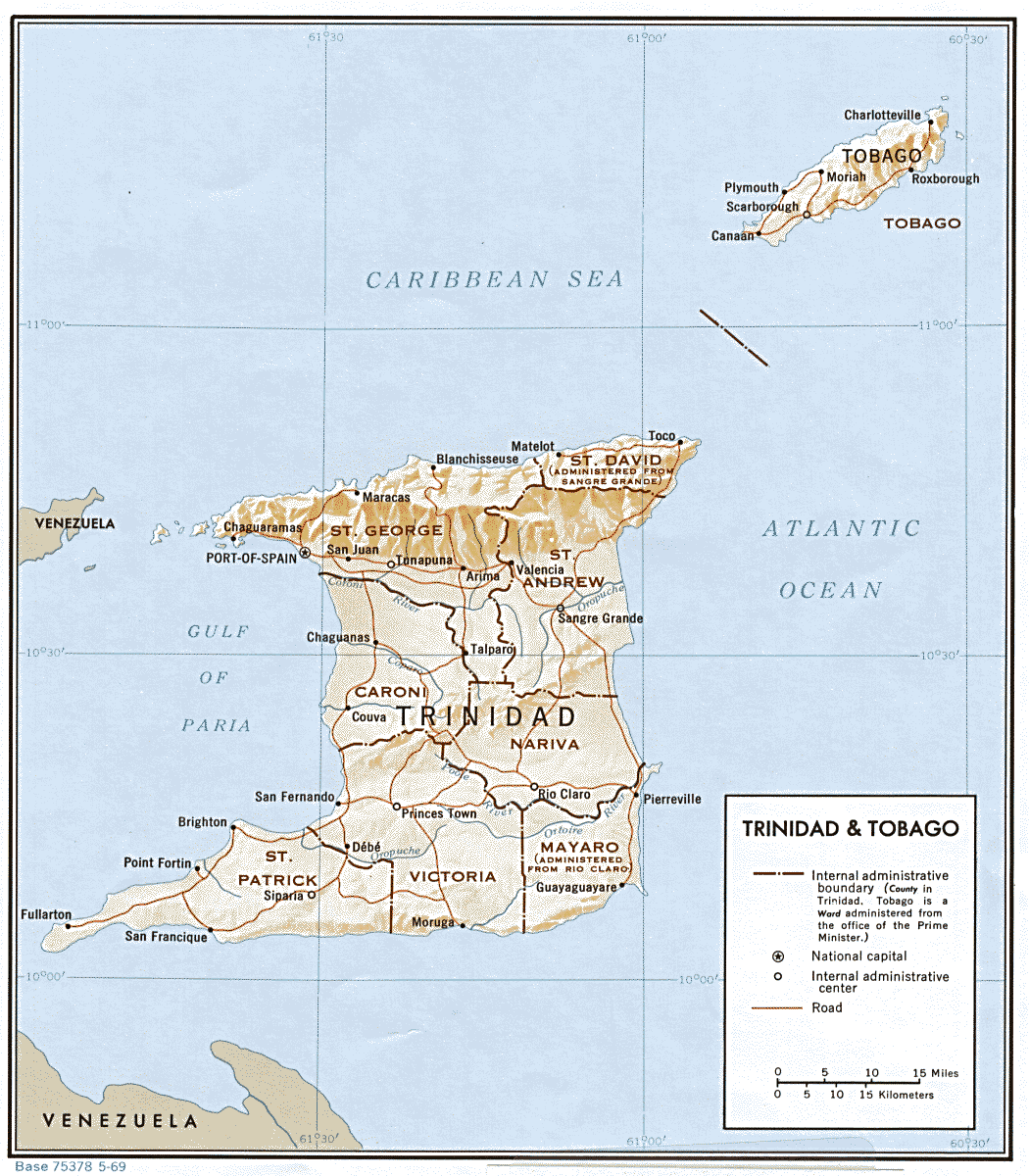
1969年の行政区画

スペイン領時代はカビルドが設置されていた。イギリス領となった後の19世紀より順次イギリス式の行政制度に置き替えられ、1840年にポート・オブ・スペインがカビルドからタウンに変更された。
1945年6月にカウンティ（郡）制度が導入された。既にバラまたはシティであった3都市は郡から独立していた。（トリニダード・トバゴの郡）
- カロニ郡（Caroni）
- マヤロ郡（Mayaro）
- ナリヴァ郡（Nariva）
- セント・アンドリュー郡（Saint Andrew）
- セント・デイヴィッド郡（Saint David）
- セント・ジョージ郡（Saint George）
- セント・パトリック郡（Saint Patrick）
- トバゴ郡（Tobago）
- ヴィクトリア郡（Victoria）
- アリマ行政区
- ポート・オブ・スペイン市
- サン・フェルナンド市
- トバゴ島

1990年、新たな地域自治体法によって郡は解散し、トリニダード島には18の都市自治体（Municipal Corporation）が設置された。1992年に同法が改正され、都市自治体は14に減少した。